# داريو بروس
داريو بروس (بالإنجليزية: Dario Brose)‏ هو مدرب كرة قدم ولاعب كرة قدم أمريكي في مركز الوسط، ولد في 27 يناير 1970 في بروكلين في الولايات المتحدة. شارك مع منتخب الولايات المتحدة تحت 20 سنة لكرة القدم ومنتخب الولايات المتحدة لكرة القدم. أما مع النوادي، فقد لعب مع سان خوسيه إيرثكويكس ونادي بريوتشين ونادي ساربروكن ونادي شمال كارولاينا.

## وصلات خارجية
- داريو بروس على موقع الاتحاد الدولي (مؤرشف)  (الإنجليزية)
- داريو بروس على موقع الدوري الأمريكي (الإنجليزية)
- داريو بروس على موقع قاعدة بيانات كرة القدم.إي يو (الإنجليزية)
- داريو بروس على موقع ناشيونال فوتبول تيمز (الإنجليزية)
- داريو بروس على موقع عالم كرة القدم.نت (الإنجليزية)
- داريو بروس على موقع أوليمبيديا (الإنجليزية)